# Частотно-импульсное вычислительное устройство
Частотно-импульсное вычислительное устройство — гибридное устройство, в котором исходные переменные и результаты вычислений представляются как электрические импульсы, частота которых пропорциональна их величинам. Частотно-импульсные вычислительные устройства являются аналого-цифровыми устройствами, так как используемые в них частотно-импульсные сигналы совмещают в себе признаки аналоговой и дискретной информации, частота импульсов меняется непрерывно, а их число дискретно.
Используются в вычислительных управляющих системах для преобразования кодов, напряжений, временных интервалов и других параметров в частотно-импульсные сигналы и наоборот, а также для выполнения сложения, умножения, деления, интегрирования, функциональных преобразований. Основными элементами являются линейный импульсный делитель, временной модулятор напряжения, временной демодулятор, генераторы импульсов напряжения специальной формы, сравнивающие устройства, операционные усилители, счётчики, регистры. Точность определяется погрешностями аналоговых узлов, зависящими от их чувствительности, линейности, полосы пропускания, а также погрешностями квантования и выбранной разрядностью кодов.